# Mindanaostare
Mindanaostare (Goodfellowia miranda) är en fågel i familjen starar inom ordningen tättingar.

## Utseende och läte
Mindanaostaren är en rätt stor och långstjärtad stare. Fjäderdräkten är huvudsakligen glansigt svart, med en vit fläck på ryggen. Den är gul på näbben, benen och i ett stort område med bar hud runt ögat. På huvudet syns en högrest spretig tofs. Bland lätena hörs böjda metalliska melodier och vassa, fallande "tsik!". I flykten hörs vingslagen tydligt.

## Utbredning och systematik
Fågeln förekommer i bergsskogar på Mindanao (södra Filippinerna). Den behandlas som monotypisk, det vill säga att den inte delas in i några underarter.

## Levnadssätt
Mindanaostaren hittas lokalt i bergsskogar. Den födosöker i par eller smågrupper på jakt efter insekter eller frukt, ibland tillsammans med andra arter som coletostare.

## Status
IUCN kategoriserar arten som nära hotad.